# Kvalspelet till U21-Europamästerskapet i fotboll 2021 (grupp 2)
Grupp 2 i kvalspelet till U21-Europamästerskapet i fotboll 2021 består av sex lag: Frankrike, Slovakien, Schweiz, Georgien, Azerbajdzjan och Liechtenstein. Lagindelningen i de nio grupperna i gruppspelet bestämdes genom en lottning på Uefas högkvarter i Nyon, Schweiz den 11 december 2018.
Matcherna i gruppen var från början schemalagda att spelas mellan den 6 juni 2019 och 13 oktober 2020. Enligt det ursprungliga formatet skulle gruppsegrarna samt det bästa andraplacerade laget att kvalificera sig för huvudturneringen, medan övriga åtta grupptvåor skulle mötas i ett playoff.
Den 17 mars 2020 avbröts samtliga matcher på grund av coronaviruspandemin. Den 17 juni 2020 meddelade Uefa att gruppspelet skulle förlängas till den 17 november 2020 och att playoff-matcherna skulle bli inställda. Istället skulle gruppvinnarna samt de fem bästa andraplacerade lagen att kvalificera sig för huvudturneringen.

## Tabell
| Nr | Lag           | S  | V | O | F | GM | IM | MS  | P  |
| -- | ------------- | -- | - | - | - | -- | -- | --- | -- |
| 1  | Frankrike     | 10 | 9 | 0 | 1 | 32 | 10 | +22 | 27 |
| 2  | Schweiz       | 10 | 9 | 0 | 1 | 26 | 8  | +18 | 27 |
| 3  | Georgien      | 10 | 5 | 0 | 5 | 17 | 14 | +3  | 15 |
| 4  | Slovakien     | 10 | 4 | 0 | 6 | 22 | 21 | +1  | 12 |
| 5  | Azerbajdzjan  | 10 | 2 | 0 | 8 | 6  | 18 | −12 | 6  |
| 6  | Liechtenstein | 10 | 1 | 0 | 9 | 3  | 35 | −32 | 3  |

## Matcher
Alla tider är skrivna i lokal tid.
|             | 6 juni 2019 | Liechtenstein         | 1 – 0           | Azerbajdzjan | Sportpark Eschen-Mauren                              |                                                      |
| 19:00 UTC+2 | 19:00 UTC+2 | Noah Frick 10′ (str.) | (1 – 0) Rapport |              | Eschen Publik: 323 Domare: Tim Marshall (Nordirland) | Eschen Publik: 323 Domare: Tim Marshall (Nordirland) |
| 19:00 UTC+2 | 19:00 UTC+2 |                       |                 |              | Eschen Publik: 323 Domare: Tim Marshall (Nordirland) | Eschen Publik: 323 Domare: Tim Marshall (Nordirland) |
| 19:00 UTC+2 | 19:00 UTC+2 |                       |                 |              | Eschen Publik: 323 Domare: Tim Marshall (Nordirland) | Eschen Publik: 323 Domare: Tim Marshall (Nordirland) |

|             | 5 september 2019 | Georgien                                                                          | 4 – 0           | Liechtenstein | Tengiz Burdzjanadze-stadion                        |                                                    |
| 19:00 UTC+4 | 19:00 UTC+4      | Beka Kavtaradze 30′ Davit Samurkasovi 36′ Giorgi Arabidze 53′ Irakli Bugridze 70′ | (2 – 0) Rapport |               | Gori Publik: 2 000 Domare: Alex Troleis (Färöarna) | Gori Publik: 2 000 Domare: Alex Troleis (Färöarna) |
| 19:00 UTC+4 | 19:00 UTC+4      |                                                                                   |                 |               | Gori Publik: 2 000 Domare: Alex Troleis (Färöarna) | Gori Publik: 2 000 Domare: Alex Troleis (Färöarna) |
| 19:00 UTC+4 | 19:00 UTC+4      |                                                                                   |                 |               | Gori Publik: 2 000 Domare: Alex Troleis (Färöarna) | Gori Publik: 2 000 Domare: Alex Troleis (Färöarna) |

|             | 6 september 2019 | Azerbajdzjan             | 2 – 1           | Slovakien         | Dalga Arena                                                |                                                            |
| 20:30 UTC+4 | 20:30 UTC+4      | Baris Ekincier 7′, 90+3′ | (1 – 0) Rapport | 82′ Ľubomír Tupta | Baku Publik: 274 Domare: Dejan Jakimovski (Nordmakedonien) | Baku Publik: 274 Domare: Dejan Jakimovski (Nordmakedonien) |
| 20:30 UTC+4 | 20:30 UTC+4      |                          |                 |                   | Baku Publik: 274 Domare: Dejan Jakimovski (Nordmakedonien) | Baku Publik: 274 Domare: Dejan Jakimovski (Nordmakedonien) |
| 20:30 UTC+4 | 20:30 UTC+4      |                          |                 |                   | Baku Publik: 274 Domare: Dejan Jakimovski (Nordmakedonien) | Baku Publik: 274 Domare: Dejan Jakimovski (Nordmakedonien) |

|             | 10 september 2019 | Liechtenstein | 0 – 5           | Schweiz                                                                    | Rheinpark Stadion                                  |                                                    |
| 18:30 UTC+2 | 18:30 UTC+2       |               | (0 – 1) Rapport | 40′, 49′ Andi Zeqiri 74′ Dan Ndoye 77′ Noah Okafor 90+3′ Filip Stojilković | Vaduz Publik: 774 Domare: Paul McLaughlin (Irland) | Vaduz Publik: 774 Domare: Paul McLaughlin (Irland) |
| 18:30 UTC+2 | 18:30 UTC+2       |               |                 |                                                                            | Vaduz Publik: 774 Domare: Paul McLaughlin (Irland) | Vaduz Publik: 774 Domare: Paul McLaughlin (Irland) |
| 18:30 UTC+2 | 18:30 UTC+2       |               |                 |                                                                            | Vaduz Publik: 774 Domare: Paul McLaughlin (Irland) | Vaduz Publik: 774 Domare: Paul McLaughlin (Irland) |

|             | 10 september 2019 | Azerbajdzjan | 0 – 3           | Georgien                                                     | Dalga Arena                                          |                                                      |
| 20:30 UTC+4 | 20:30 UTC+4       |              | (0 – 1) Rapport | 45+3′ Vato Arveladze 73′ Irakli Bugridze 84′ Giorgi Arabidze | Baku Publik: 357 Domare: Laurent Kopriwa (Luxemburg) | Baku Publik: 357 Domare: Laurent Kopriwa (Luxemburg) |
| 20:30 UTC+4 | 20:30 UTC+4       |              |                 |                                                              | Baku Publik: 357 Domare: Laurent Kopriwa (Luxemburg) | Baku Publik: 357 Domare: Laurent Kopriwa (Luxemburg) |
| 20:30 UTC+4 | 20:30 UTC+4       |              |                 |                                                              | Baku Publik: 357 Domare: Laurent Kopriwa (Luxemburg) | Baku Publik: 357 Domare: Laurent Kopriwa (Luxemburg) |

|             | 9 oktober 2019 | Liechtenstein                      | 2 – 4           | Slovakien                                                 | Sportpark Eschen-Mauren                                     |                                                             |
| 18:00 UTC+2 | 18:00 UTC+2    | Menderes Caglar 63′ Noah Frick 67′ | (0 – 2) Rapport | 8′ Dávid Strelec 43′ Ján Bernát 68′, 90+3′ Christián Herc | Eschen Publik: 275 Domare: Vilhjálmur Thórarinsson (Island) | Eschen Publik: 275 Domare: Vilhjálmur Thórarinsson (Island) |
| 18:00 UTC+2 | 18:00 UTC+2    |                                    |                 |                                                           | Eschen Publik: 275 Domare: Vilhjálmur Thórarinsson (Island) | Eschen Publik: 275 Domare: Vilhjálmur Thórarinsson (Island) |
| 18:00 UTC+2 | 18:00 UTC+2    |                                    |                 |                                                           | Eschen Publik: 275 Domare: Vilhjálmur Thórarinsson (Island) | Eschen Publik: 275 Domare: Vilhjálmur Thórarinsson (Island) |

|             | 10 oktober 2019 | Frankrike                                                                        | 5 – 0           | Azerbajdzjan | Stade de l'Épopée                                     |                                                       |
| 21:00 UTC+2 | 21:00 UTC+2     | Odsonne Édouard 2′, 36′ Dan-Axel Zagadou 40′ Houssem Aouar 51′ Arnaud Nordin 76′ | (3 – 0) Rapport |              | Calais Publik: 8 912 Domare: António Nobre (Portugal) | Calais Publik: 8 912 Domare: António Nobre (Portugal) |
| 21:00 UTC+2 | 21:00 UTC+2     |                                                                                  |                 |              | Calais Publik: 8 912 Domare: António Nobre (Portugal) | Calais Publik: 8 912 Domare: António Nobre (Portugal) |
| 21:00 UTC+2 | 21:00 UTC+2     |                                                                                  |                 |              | Calais Publik: 8 912 Domare: António Nobre (Portugal) | Calais Publik: 8 912 Domare: António Nobre (Portugal) |

|             | 11 oktober 2019 | Schweiz                             | 2 – 1           | Georgien            | Stadion Schützenwiese                                        |                                                              |
| 19:00 UTC+2 | 19:00 UTC+2     | Ruben Vargas 57′ Jordan Lotomba 83′ | (0 – 0) Rapport | 61′ Giorgi Arabidze | Winterthur Publik: 650 Domare: Trustin Farrugia Cann (Malta) | Winterthur Publik: 650 Domare: Trustin Farrugia Cann (Malta) |
| 19:00 UTC+2 | 19:00 UTC+2     |                                     |                 |                     | Winterthur Publik: 650 Domare: Trustin Farrugia Cann (Malta) | Winterthur Publik: 650 Domare: Trustin Farrugia Cann (Malta) |
| 19:00 UTC+2 | 19:00 UTC+2     |                                     |                 |                     | Winterthur Publik: 650 Domare: Trustin Farrugia Cann (Malta) | Winterthur Publik: 650 Domare: Trustin Farrugia Cann (Malta) |

|             | 15 oktober 2019 | Azerbajdzjan | 0 – 1           | Schweiz           | Kapital Bank Arena                                     |                                                        |
| 20:00 UTC+4 | 20:00 UTC+4     |              | (0 – 1) Rapport | 33′ Nedim Bajrami | Sumqayıt Publik: 1 517 Domare: Novak Simović (Serbien) | Sumqayıt Publik: 1 517 Domare: Novak Simović (Serbien) |
| 20:00 UTC+4 | 20:00 UTC+4     |              |                 |                   | Sumqayıt Publik: 1 517 Domare: Novak Simović (Serbien) | Sumqayıt Publik: 1 517 Domare: Novak Simović (Serbien) |
| 20:00 UTC+4 | 20:00 UTC+4     |              |                 |                   | Sumqayıt Publik: 1 517 Domare: Novak Simović (Serbien) | Sumqayıt Publik: 1 517 Domare: Novak Simović (Serbien) |

|             | 15 oktober 2019 | Slovakien                                             | 3 – 5           | Frankrike                                                              | MOL Aréna                                                          |                                                                    |
| 21:00 UTC+2 | 21:00 UTC+2     | Dávid Strelec 5′ Christián Herc 52′ Ľubomír Tupta 62′ | (1 – 4) Rapport | 3′ Jeff Reine-Adélaïde 13′ Houssem Aouar 23′, 35′, 81′ Odsonne Édouard | Dunajská Streda Publik: 2 603 Domare: Donald Robertson (Skottland) | Dunajská Streda Publik: 2 603 Domare: Donald Robertson (Skottland) |
| 21:00 UTC+2 | 21:00 UTC+2     |                                                       |                 |                                                                        | Dunajská Streda Publik: 2 603 Domare: Donald Robertson (Skottland) | Dunajská Streda Publik: 2 603 Domare: Donald Robertson (Skottland) |
| 21:00 UTC+2 | 21:00 UTC+2     |                                                       |                 |                                                                        | Dunajská Streda Publik: 2 603 Domare: Donald Robertson (Skottland) | Dunajská Streda Publik: 2 603 Domare: Donald Robertson (Skottland) |

|             | 14 november 2019 | Azerbajdzjan       | 1 – 0           | Liechtenstein | Kapital Bank Arena                                    |                                                       |
| 18:00 UTC+4 | 18:00 UTC+4      | Baris Ekincier 65′ | (0 – 0) Rapport |               | Sumqayıt Publik: 715 Domare: Loukas Soteriou (Cypern) | Sumqayıt Publik: 715 Domare: Loukas Soteriou (Cypern) |
| 18:00 UTC+4 | 18:00 UTC+4      |                    |                 |               | Sumqayıt Publik: 715 Domare: Loukas Soteriou (Cypern) | Sumqayıt Publik: 715 Domare: Loukas Soteriou (Cypern) |
| 18:00 UTC+4 | 18:00 UTC+4      |                    |                 |               | Sumqayıt Publik: 715 Domare: Loukas Soteriou (Cypern) | Sumqayıt Publik: 715 Domare: Loukas Soteriou (Cypern) |

|             | 15 november 2019 | Frankrike                                                 | 3 – 2           | Georgien                                        | Stade Marcel Picot                                              |                                                                 |
| 21:00 UTC+1 | 21:00 UTC+1      | Jeff Reine-Adélaïde 15′, 54′ Odsonne Édouard 90+2′ (str.) | (1 – 0) Rapport | 58′ Giorgi Kochreidze 60′ Chvitja Kvaratschelia | Tomblaine Publik: 11 798 Domare: Christopher Jaeger (Österrike) | Tomblaine Publik: 11 798 Domare: Christopher Jaeger (Österrike) |
| 21:00 UTC+1 | 21:00 UTC+1      |                                                           |                 |                                                 | Tomblaine Publik: 11 798 Domare: Christopher Jaeger (Österrike) | Tomblaine Publik: 11 798 Domare: Christopher Jaeger (Österrike) |
| 21:00 UTC+1 | 21:00 UTC+1      |                                                           |                 |                                                 | Tomblaine Publik: 11 798 Domare: Christopher Jaeger (Österrike) | Tomblaine Publik: 11 798 Domare: Christopher Jaeger (Österrike) |

|             | 18 november 2019 | Slovakien                                              | 3 – 2           | Georgien                                   | Štadión pod Zoborom                      |                                          |
| 18:00 UTC+1 | 18:00 UTC+1      | Peter Kolesár 28′ Christián Herc 52′ Martin Gamboš 66′ | (1 – 1) Rapport | 8′ Giorgi Kutsia 89′ Nugzar Spanderasjvili | Nitra Domare: Eldorjan Hamiti (Albanien) | Nitra Domare: Eldorjan Hamiti (Albanien) |
| 18:00 UTC+1 | 18:00 UTC+1      |                                                        |                 |                                            | Nitra Domare: Eldorjan Hamiti (Albanien) | Nitra Domare: Eldorjan Hamiti (Albanien) |
| 18:00 UTC+1 | 18:00 UTC+1      |                                                        |                 |                                            | Nitra Domare: Eldorjan Hamiti (Albanien) | Nitra Domare: Eldorjan Hamiti (Albanien) |

|             | 19 november 2019 | Schweiz                                       | 3 – 1           | Frankrike                  | Stade de la Maladière                      |                                            |
| 19:00 UTC+1 | 19:00 UTC+1      | Jérémy Guillemenot 44′ Andi Zeqiri 45+1′, 53′ | (2 – 1) Rapport | 19′ (str.) Odsonne Édouard | Neuchâtel Domare: Stuart Attwell (England) | Neuchâtel Domare: Stuart Attwell (England) |
| 19:00 UTC+1 | 19:00 UTC+1      |                                               |                 |                            | Neuchâtel Domare: Stuart Attwell (England) | Neuchâtel Domare: Stuart Attwell (England) |
| 19:00 UTC+1 | 19:00 UTC+1      |                                               |                 |                            | Neuchâtel Domare: Stuart Attwell (England) | Neuchâtel Domare: Stuart Attwell (England) |

|             | 4 september 2020 | Georgien | 0 – 2           | Frankrike                                                | Tengiz Burdzjanadze-stadion                    |                                                |
| 21:00 UTC+4 | 21:00 UTC+4      |          | (0 – 1) Rapport | 38′ (sjm.) Ilia Beriasjvili 90+3′ (str.) Odsonne Édouard | Gori Publik: 0 Domare: Duje Strukan (Kroatien) | Gori Publik: 0 Domare: Duje Strukan (Kroatien) |
| 21:00 UTC+4 | 21:00 UTC+4      |          |                 |                                                          | Gori Publik: 0 Domare: Duje Strukan (Kroatien) | Gori Publik: 0 Domare: Duje Strukan (Kroatien) |
| 21:00 UTC+4 | 21:00 UTC+4      |          |                 |                                                          | Gori Publik: 0 Domare: Duje Strukan (Kroatien) | Gori Publik: 0 Domare: Duje Strukan (Kroatien) |

|             | 4 september 2020 | Schweiz                                                   | 4 – 1           | Slovakien         | LIPO Park Schaffhausen                                      |                                                             |
| 19:00 UTC+2 | 19:00 UTC+2      | Andi Zeqiri 10′ (str.), 77′ Noah Okafor 37′ Dan Ndoye 71′ | (2 – 1) Rapport | 43′ Ľubomír Tupta | Schaffhausen Publik: 0 Domare: Mads Kristoffersen (Danmark) | Schaffhausen Publik: 0 Domare: Mads Kristoffersen (Danmark) |
| 19:00 UTC+2 | 19:00 UTC+2      |                                                           |                 |                   | Schaffhausen Publik: 0 Domare: Mads Kristoffersen (Danmark) | Schaffhausen Publik: 0 Domare: Mads Kristoffersen (Danmark) |
| 19:00 UTC+2 | 19:00 UTC+2      |                                                           |                 |                   | Schaffhausen Publik: 0 Domare: Mads Kristoffersen (Danmark) | Schaffhausen Publik: 0 Domare: Mads Kristoffersen (Danmark) |

|             | 7 september 2020 | Azerbajdzjan         | 1 – 2           | Frankrike                                   | Kapital Bank Arena                                 |                                                    |
| 21:00 UTC+4 | 21:00 UTC+4      | Tural Bayramov 90+1′ | (0 – 1) Rapport | 26′ (str.) Odsonne Édouard 84′ Amine Gouiri | Sumqayıt Publik: 0 Domare: Halis Özkahya (Turkiet) | Sumqayıt Publik: 0 Domare: Halis Özkahya (Turkiet) |
| 21:00 UTC+4 | 21:00 UTC+4      |                      |                 |                                             | Sumqayıt Publik: 0 Domare: Halis Özkahya (Turkiet) | Sumqayıt Publik: 0 Domare: Halis Özkahya (Turkiet) |
| 21:00 UTC+4 | 21:00 UTC+4      |                      |                 |                                             | Sumqayıt Publik: 0 Domare: Halis Özkahya (Turkiet) | Sumqayıt Publik: 0 Domare: Halis Özkahya (Turkiet) |

|             | 8 september 2020 | Liechtenstein | 0 – 2           | Georgien                                        | Sportpark Eschen-Mauren                                |                                                        |
| 17:00 UTC+2 | 17:00 UTC+2      |               | (0 – 2) Rapport | 20′ Nugzar Spanderasjvili 35′ Davit Samurkasovi | Eschen Publik: 0 Domare: Dragomir Draganov (Bulgarien) | Eschen Publik: 0 Domare: Dragomir Draganov (Bulgarien) |
| 17:00 UTC+2 | 17:00 UTC+2      |               |                 |                                                 | Eschen Publik: 0 Domare: Dragomir Draganov (Bulgarien) | Eschen Publik: 0 Domare: Dragomir Draganov (Bulgarien) |
| 17:00 UTC+2 | 17:00 UTC+2      |               |                 |                                                 | Eschen Publik: 0 Domare: Dragomir Draganov (Bulgarien) | Eschen Publik: 0 Domare: Dragomir Draganov (Bulgarien) |

|             | 8 september 2020 | Slovakien         | 1 – 2           | Schweiz                                | Štadión pod Zoborom                                |                                                    |
| 20:15 UTC+2 | 20:15 UTC+2      | Dávid Strelec 66′ | (0 – 0) Rapport | 88′ (str.) Andi Zeqiri 90+3′ Dan Ndoye | Nitra Publik: 0 Domare: Keith Kennedy (Nordirland) | Nitra Publik: 0 Domare: Keith Kennedy (Nordirland) |
| 20:15 UTC+2 | 20:15 UTC+2      |                   |                 |                                        | Nitra Publik: 0 Domare: Keith Kennedy (Nordirland) | Nitra Publik: 0 Domare: Keith Kennedy (Nordirland) |
| 20:15 UTC+2 | 20:15 UTC+2      |                   |                 |                                        | Nitra Publik: 0 Domare: Keith Kennedy (Nordirland) | Nitra Publik: 0 Domare: Keith Kennedy (Nordirland) |

|             | 8 oktober 2020 | Slovakien                          | 2 – 1           | Azerbajdzjan   | Štadión pod Zoborom                                |                                                    |
| 16:30 UTC+2 | 16:30 UTC+2    | Ľubomír Tupta 61′ Ivan Mesík 90+4′ | (0 – 0) Rapport | 66′ Mert Çelik | Nitra Publik: 0 Domare: Kristoffer Hagenes (Norge) | Nitra Publik: 0 Domare: Kristoffer Hagenes (Norge) |
| 16:30 UTC+2 | 16:30 UTC+2    |                                    |                 |                | Nitra Publik: 0 Domare: Kristoffer Hagenes (Norge) | Nitra Publik: 0 Domare: Kristoffer Hagenes (Norge) |
| 16:30 UTC+2 | 16:30 UTC+2    |                                    |                 |                | Nitra Publik: 0 Domare: Kristoffer Hagenes (Norge) | Nitra Publik: 0 Domare: Kristoffer Hagenes (Norge) |

|             | 8 oktober 2020 | Frankrike                                                                         | 5 – 0           | Liechtenstein | Stade de la Meinau                         |                                            |
| 21:00 UTC+2 | 21:00 UTC+2    | Amine Gouiri 7′, 30′ Jonathan Ikoné 9′ Martin Marxer 43′ (sjm.) Romain Faivre 51′ | (4 – 0) Rapport |               | Strasbourg Domare: Ian McNabb (Nordirland) | Strasbourg Domare: Ian McNabb (Nordirland) |
| 21:00 UTC+2 | 21:00 UTC+2    |                                                                                   |                 |               | Strasbourg Domare: Ian McNabb (Nordirland) | Strasbourg Domare: Ian McNabb (Nordirland) |
| 21:00 UTC+2 | 21:00 UTC+2    |                                                                                   |                 |               | Strasbourg Domare: Ian McNabb (Nordirland) | Strasbourg Domare: Ian McNabb (Nordirland) |

|             | 9 oktober 2020 | Georgien | 0 – 3           | Schweiz                                              | Tengiz Burdzjanadze-stadion            |                                        |
| 20:00 UTC+4 | 20:00 UTC+4    |          | (0 – 1) Rapport | 27′ Dan Ndoye 69′ (str.) Andi Zeqiri 81′ Petar Pusic | Gori Domare: Jonathan Lardot (Belgien) | Gori Domare: Jonathan Lardot (Belgien) |
| 20:00 UTC+4 | 20:00 UTC+4    |          |                 |                                                      | Gori Domare: Jonathan Lardot (Belgien) | Gori Domare: Jonathan Lardot (Belgien) |
| 20:00 UTC+4 | 20:00 UTC+4    |          |                 |                                                      | Gori Domare: Jonathan Lardot (Belgien) | Gori Domare: Jonathan Lardot (Belgien) |

|             | 12 oktober 2020 | Frankrike        | 1 – 0           | Slovakien | Stade de la Meinau                          |                                             |
| 21:00 UTC+2 | 21:00 UTC+2     | Jules Koundé 22′ | (1 – 0) Rapport |           | Strasbourg Domare: Miloš Djordjic (Serbien) | Strasbourg Domare: Miloš Djordjic (Serbien) |
| 21:00 UTC+2 | 21:00 UTC+2     |                  |                 |           | Strasbourg Domare: Miloš Djordjic (Serbien) | Strasbourg Domare: Miloš Djordjic (Serbien) |
| 21:00 UTC+2 | 21:00 UTC+2     |                  |                 |           | Strasbourg Domare: Miloš Djordjic (Serbien) | Strasbourg Domare: Miloš Djordjic (Serbien) |

|             | 13 oktober 2020 | Georgien               | 1 – 0           | Azerbajdzjan | Tengiz Burdzjanadze-stadion                 |                                             |
| 19:00 UTC+4 | 19:00 UTC+4     | Giorgi Guliasjvili 42′ | (1 – 0) Rapport |              | Gori Domare: Dzmitry Dzmitryieu (Bulgarien) | Gori Domare: Dzmitry Dzmitryieu (Bulgarien) |
| 19:00 UTC+4 | 19:00 UTC+4     |                        |                 |              | Gori Domare: Dzmitry Dzmitryieu (Bulgarien) | Gori Domare: Dzmitry Dzmitryieu (Bulgarien) |
| 19:00 UTC+4 | 19:00 UTC+4     |                        |                 |              | Gori Domare: Dzmitry Dzmitryieu (Bulgarien) | Gori Domare: Dzmitry Dzmitryieu (Bulgarien) |

|             | 13 oktober 2020 | Schweiz                                                 | 3 – 0           | Liechtenstein | Tissot Arena                                              |                                                           |
| 18:00 UTC+2 | 18:00 UTC+2     | Jérémy Guillemenot 4′ Andi Zeqiri 42′ Silvan Sidler 54′ | (2 – 0) Rapport |               | Biel/Bienne Publik: 532 Domare: Daniyar Sakhi (Kazakstan) | Biel/Bienne Publik: 532 Domare: Daniyar Sakhi (Kazakstan) |
| 18:00 UTC+2 | 18:00 UTC+2     |                                                         |                 |               | Biel/Bienne Publik: 532 Domare: Daniyar Sakhi (Kazakstan) | Biel/Bienne Publik: 532 Domare: Daniyar Sakhi (Kazakstan) |
| 18:00 UTC+2 | 18:00 UTC+2     |                                                         |                 |               | Biel/Bienne Publik: 532 Domare: Daniyar Sakhi (Kazakstan) | Biel/Bienne Publik: 532 Domare: Daniyar Sakhi (Kazakstan) |

|             | 12 november 2020 | Georgien                                      | 2 – 1           | Slovakien           | Micheil Meschi-stadion                         |                                                |
| 11:00 UTC+4 | 11:00 UTC+4      | Lukáš Fabiš 9′ (sjm.) Anzor Mekvabisjvili 78′ | (1 – 0) Rapport | 90+1′ Miroslav Gono | Tbilisi Publik: 0 Domare: Gergő Bogár (Ungern) | Tbilisi Publik: 0 Domare: Gergő Bogár (Ungern) |
| 11:00 UTC+4 | 11:00 UTC+4      |                                               |                 |                     | Tbilisi Publik: 0 Domare: Gergő Bogár (Ungern) | Tbilisi Publik: 0 Domare: Gergő Bogár (Ungern) |
| 11:00 UTC+4 | 11:00 UTC+4      |                                               |                 |                     | Tbilisi Publik: 0 Domare: Gergő Bogár (Ungern) | Tbilisi Publik: 0 Domare: Gergő Bogár (Ungern) |

|             | 12 november 2020 | Schweiz                                  | 2 – 1           | Azerbajdzjan   | Stockhorn Arena                                 |                                                 |
| 19:00 UTC+1 | 19:00 UTC+1      | Bastien Toma 49′ Filip Stojilković 90+1′ | (0 – 1) Rapport | 22′ Ozan Kökçü | Thun Publik: 0 Domare: Kaspar Sjöberg (Sverige) | Thun Publik: 0 Domare: Kaspar Sjöberg (Sverige) |
| 19:00 UTC+1 | 19:00 UTC+1      |                                          |                 |                | Thun Publik: 0 Domare: Kaspar Sjöberg (Sverige) | Thun Publik: 0 Domare: Kaspar Sjöberg (Sverige) |
| 19:00 UTC+1 | 19:00 UTC+1      |                                          |                 |                | Thun Publik: 0 Domare: Kaspar Sjöberg (Sverige) | Thun Publik: 0 Domare: Kaspar Sjöberg (Sverige) |

|             | 12 november 2020 | Liechtenstein | 0 – 5           | Frankrike                                                                                         | Rheinpark Stadion                              |                                                |
| 20:45 UTC+1 | 20:45 UTC+1      |               | (0 – 3) Rapport | 3′ Colin Dagba 5′ Romain Faivre 17′ (sjm.) Roman Spirig 57′ Jeff Reine-Adélaïde 80′ Isaac Lihadji | Vaduz Publik: 0 Domare: Morten Krogh (Danmark) | Vaduz Publik: 0 Domare: Morten Krogh (Danmark) |
| 20:45 UTC+1 | 20:45 UTC+1      |               |                 |                                                                                                   | Vaduz Publik: 0 Domare: Morten Krogh (Danmark) | Vaduz Publik: 0 Domare: Morten Krogh (Danmark) |
| 20:45 UTC+1 | 20:45 UTC+1      |               |                 |                                                                                                   | Vaduz Publik: 0 Domare: Morten Krogh (Danmark) | Vaduz Publik: 0 Domare: Morten Krogh (Danmark) |

|             | 16 november 2020 | Frankrike                                  | 3 – 1           | Schweiz            | Stade Michel d'Ornano                            |                                                  |
| 21:00 UTC+1 | 21:00 UTC+1      | Odsonne Édouard 18′, 23′ Randal Kolo 90+2′ | (2 – 0) Rapport | 88′ Kastriot Imeri | Caen Publik: 0 Domare: Vitali Meshkov (Ryssland) | Caen Publik: 0 Domare: Vitali Meshkov (Ryssland) |
| 21:00 UTC+1 | 21:00 UTC+1      |                                            |                 |                    | Caen Publik: 0 Domare: Vitali Meshkov (Ryssland) | Caen Publik: 0 Domare: Vitali Meshkov (Ryssland) |
| 21:00 UTC+1 | 21:00 UTC+1      |                                            |                 |                    | Caen Publik: 0 Domare: Vitali Meshkov (Ryssland) | Caen Publik: 0 Domare: Vitali Meshkov (Ryssland) |

|       | 17 november 2020 | Slovakien | 6 – 0           | Liechtenstein | Štadión pod Zoborom                               |                                                   |
| UTC+1 | UTC+1            | Jakub Kadák 5′ Fabian Unterrainer 9′ (sjm.) Ladislav Almási 33′ Miroslav Gono 67′ Ján Bernát 71′ Kristián Vallo 77′ | (3 – 0) Rapport |               | Nitra Publik: 0 Domare: Nicolas Laforge (Belgien) | Nitra Publik: 0 Domare: Nicolas Laforge (Belgien) |
| UTC+1 | UTC+1            | |                 |               | Nitra Publik: 0 Domare: Nicolas Laforge (Belgien) | Nitra Publik: 0 Domare: Nicolas Laforge (Belgien) |
| UTC+1 | UTC+1            | |                 |               | Nitra Publik: 0 Domare: Nicolas Laforge (Belgien) | Nitra Publik: 0 Domare: Nicolas Laforge (Belgien) |

## Målskyttar
Det gjordes 106 mål på 30 matcher, vilket gav ett snitt på 3,53 mål per match.
11 mål
- Odsonne Édouard

9 mål
- Andi Zeqiri

4 mål
- Jeff Reine-Adélaïde
- Christián Herc
- Ľubomír Tupta
- Dan Ndoye

3 mål
- Baris Ekincier
- Amine Gouiri
- Giorgi Arabidze
- Dávid Strelec

2 mål
- Houssem Aouar
- Romain Faivre
- Irakli Bugridze
- Davit Samurkasovi
- Nugzar Spanderasjvili
- Noah Frick
- Ján Bernát
- Miroslav Gono
- Jérémy Guillemenot
- Noah Okafor
- Filip Stojilković

1 mål
- Tural Bayramov
- Mert Çelik
- Ozan Kökçü
- Colin Dagba
- Jonathan Ikoné
- Randal Kolo
- Jules Koundé
- Isaac Lihadji
- Arnaud Nordin
- Dan-Axel Zagadou
- Vato Arveladze
- Giorgi Guliasjvili
- Beka Kavtaradze
- Giorgi Kochreidze
- Giorgi Kutsia
- Chvitja Kvaratschelia
- Anzor Mekvabisjvili
- Menderes Caglar
- Ladislav Almási
- Martin Gamboš
- Jakub Kadák
- Peter Kolesár
- Ivan Mesík
- Kristián Vallo
- Nedim Bajrami
- Kastriot Imeri
- Jordan Lotomba
- Petar Pusic
- Silvan Sidler
- Bastien Toma
- Ruben Vargas

1 självmål
- Ilia Beriasjvili (mot Frankrike)
- Martin Marxer (mot Frankrike)
- Roman Spirig (mot Frankrike)
- Fabian Unterrainer (mot Slovakien)
- Lukáš Fabiš (mot Georgien)